# Punk TV
Punk TV — российская электро-рок-группа, образованная в 2003 году в Новосибирске.

## История
Инициатором создания группы Punk TV стал бывший гитарист группы Hot Zex Алекс Кельман. Летом 2003 года он участвует в фестивале «Дни Энергии» в республике Алтай в новом для себя формате: Алекс выступал как диджей, а вместе с ним на сцене играл Георгий Горбачев (вскоре покинул группу). Выступление, по словам музыканта, прошло не очень удачно, однако именно тогда впервые появляется название Punk TV. В
декабре 2003 года, лидер Hot Zex Владимир Комаров услышал домашнее инструментальное демо Кельмана под названием «Snowboy» и предложил доработать его в профессиональной студии. Буквально на следующий день Комаров наложил партии вокала, гитары и бас-гитары и смикшировал запись. Через несколько месяцев песня «Snowboy» была издана на CD-сборнике «Alley P.M. Vol. 01» и произвела эффект разорвавшейся бомбы. Punk TV стали настойчиво приглашать на различные фестивали, группа усилилась барабанщиком Hot Zex Константином Никоновым и успешно дебютировала в июле 2004 года на международном фестивале Sunvibes. Именно с приходом Никонова сформировался «классический» состав Punk TV и по неоднократным высказываниям Кельмана и Комарова возникла «химия» Punk TV. Никонов также является автором обложек всех релизов (за исключением американского издания дебютного альбома) Punk TV — это одна из частей DIY концепции группы.
К началу 2005 года Комаров спродюсировал ещё три трека Punk TV и передал эти записи ассистенту Джона Пила и Стива Ламака Хермету Чадха. Вскоре после этого в эфир BBC Radio 1 попали композиции «Snowboy» и «Zoomer Goodnight». Сразу несколько российских лейблов предложили Punk TV выпустить дебютный альбом, который ещё не был записан. Группа остановила свой выбор на небольшом, но уже знакомом лейбле Alley P.M., гарантировавшем Punk TV полную свободу творчества, и в июне 2005 завершила работу над первой одноимённой пластинкой. Год спустя альбом был переиздан в США на лейбле AeroCCCP.
Дебютный альбом Punk TV, составленный на 90 % из инструментальных композиций на стыке Lo-Fi, краут-рока и брэйкбита, половина из которых была записана и сведена в домашних условиях, получил восторженную прессу по обе стороны Атлантики.

Дебютный альбом Punk TV — захватывающее путешествие по волнам изобретательного и умного инди-рока, которое, начинаясь в тихой гавани брит-попового трека «Day By Day», проносится через десяток самых неожиданных гитарно-семплерных приключений, заканчиваясь на вполне электронной композиции «Night By Night». Вокал, как правило, отсутствует, а центральная вещь именуется «Пока Микки-Маус спит». Ключевыми словами здесь для описания эффекта музыки Punk TV будут «драйвово», «круто» и «свежо».— Дмитрий Вебер, Rolling Stone Россия, Декабрь 2005

Excellent album from a trio of Siberians who mix driving, droning guitars with thick buzzing electronics. It has a touch of New Order and Ratatat to it, a bit of breakbeat and a dark Flaming Lips-like beauty that seems to be found only in places not on the musical map. Cool.— Tim Mohr, Playboy Magazine US, Dec 2006

Alex Kelman, Volodya Komarov and Kostya Nikonov are the Siberian trio behind Punk TV, carving out a niche for themselves with a set that is sure to extend their appeal well beyond native Russia. Opening with the atmospheric, propulsive «Day by Day», this disc would be perfect accompaniment for a spy movie, with its trick-start beginnings («Amsterdam»), tick tock rhythms coupled with floaty drones («Zoomer Goodnight») and plenty of disco guitars for those spies' nights off. They’ll probably even get the girl at the end. Romantic avant-garde indie new-wave poptronica? Yes, please.— Kristi Kates, Remix Magazine, Feb 2007

An electronics whiz, a bassist, and a drummer, all from Siberia, open up theie debut album with a cute, curvy indie-pop tune about being on tour — but quickly they unveil a surprisinf array of dance beats, expert pacing, killer sonic kicks, and a rich atmospherics. Invoking vintage European film soundtracks, American rock classics, and 90s U.K. pop, the album is exhilaratingly integrated, avoiding the usual gauche misalliances of rock, disco, and techno.— James Hunter, Spin Magazine, April 2007
Летом 2005 года Punk TV выступили на крупнейших российских фестивалях Nokia lab в Москве (вместе с Howie B) и Stereoleto в Санкт-Петербурге (вместе с Gus Gus и 2020 Soundsystem). Песня «Snowboy» стала гимном крупнейшего российского фестиваля электронной музыки Республика КаZантип. По итогам 2005 многие издания назвали Punk TV «дебютом года».

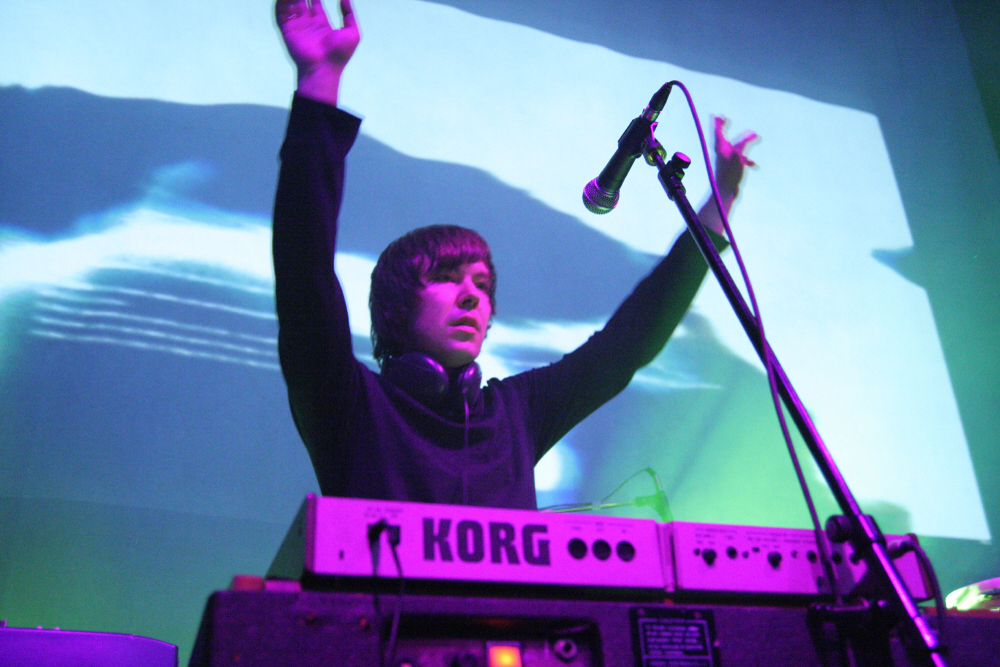
Алекс на сцене клуба Город, Москва, Март 2007

Летом 2006 года Punk TV заключает контракт со столичной продюсерской компанией Soundhunters, переезжает в Москву и приступает к работе над материалом для нового альбома. Пластинка была записана осенью 2006 года в рижской студии Sound Division Studio и сведена на Gigant Record в Москве. По итогам года Punk TV получили национальную премию «Золотая Горгулья» в номинации «Лучший электронный проект на российской сцене». Второй альбом группы получил название Music for the Broken Keys.
Если на дебюте Punk TV Комаров был погружен в конструирование уникального саунда группы на основе демо-версий Кельмана, играл на гитарах и мало уделял внимание пению, на Music for the Broken Keys его талант сонграйтера раскрылся с новой силой. 5 треков из 9 оказались вокальными, и каждая песня стала «классикой» Punk TV. Песни Комарова сломали уже сложившиеся стереотипы о группе, помогли Punk TV сделать качественный шаг вперед и занять плацдармы, прежде недосягаемые для российских независимых коллективов.

Punk TV bang out «Vala Svala» and some might say that it’s a bit controversial what has been said about this band but it is positive so tough. These guys are like the Pet Shop Boys but with balls. They have made an electro track that sounds amazing and the vocals are just mesmerizing, they have gone for quality rather than what will sell 200k Singles. This is a proper kick ass tune.— Mark Moore, Contactmusic.com

This is like Depeche Mode on acid with all its psychedelic sounds, soft Pet Shop Boys like vocals and lush keyboards.— Dj Astro, Unimeri.com

…на новом альбоме «Music for the Broken Keys» сибиряки подкрутили все ручки до идеального баланса: эффектный звук, внятные мелодии и короткие куплеты здесь подобраны в самых верных пропорциях, а надоедливая гулкость сменилась энергичным и подвижным драйвом. … Общий принцип их звучания прост: перемешать все со всем, гитарные рифы сплести с электронным битом, а романтическую печаль, излагаемую на «универсальном» английском, воплотить в бойкой танцевальной форме. Punk TV в этом ряду смотрятся даже привлекательнее соседей: тех же нью-йоркских Ratatat они легко обгоняют по эмоциональности и, в отличие от 120 Days, не так загружают сознание психоделическим краут-роком.— Георгий Биргер, TimeOut Magazine, Москва, 27 Марта 2007

Два года назад дебютный диск Punk TV грянул подобно грому среди провинциальной безмятежности нашего музыкального небосклона. Помимо прочего на пластинке был использован весь арсенал ню-рейверов, вошедших в моду в этом сезоне, как то: манчестерский гитарный саунд и синтезаторная психоделика. На «Music For The Broken Keys» жители Новосибирска заходят куда дальше, нежели на дебютнике, оставляя пресловутый синдром второго альбома на откуп одноразовым неудачникам. Клубящийся звук Punk TV не претерпел никаких существенных изменений, но, как говорится, есть нюансы. Стало больше вокальных треков (тут их целых три), а гитары теперь оттеняются пышно-кружевной электроникой. Рассуждая об этой пластинке, совершенно необязательно жонглировать пустыми и надуманными терминами — музыка Punk TV существует вне зависимости от принятых в европейской прессе классификаций. Альбом звучит свежо и весело, порой обгоняя моду на полкорпуса — а это ощущение не спутаешь ни с каким другим.— Дмитрий Вебер, Rolling Stone Россия, Июнь 2007

Три принца из Новосибирска, загадочные и юные, играют манчестерскую волну не хуже самих британцев. Хэппи Мандейз и Нью Ордер, привитые к сибирским саженцам, приносят хороший урожай: здешние поклонники подобной музыки наконец-то не чувствуют себя обделенными — из самого центра Евразии неожиданно подул западный ветерок.— Олег Нестеров, Newsweek Россия 

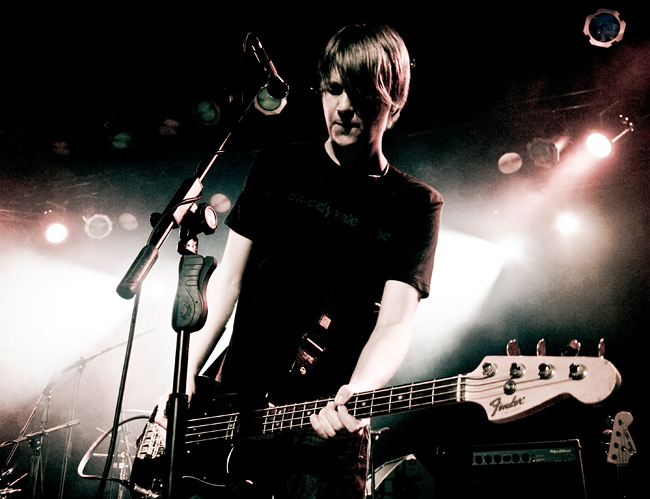
Комаров во время съемок концерта для O2TV (Москва), Август 2008

Закрывающий альбом трек «Good Morning 1985» был включен в пластинку в самый последний момент. Его первоначальную версию Комаров записал в подарок на день рождения барабанщику Punk TV Никонову, большому поклоннику new wave 80-х. Комаров до последнего не соглашался перезаписывать «Good Morning 1985», считая композицию «комичной» и «несерьезной».
В 2007 году Punk TV сыграли 56 концертов в России, Англии, Финляндии, Латвии, Литве и на Украине. Группа дважды выступала в крупнейшем московском клубе B1 на разогреве у The Rapture и Happy Mondays. Весной 2008 года группа выпустила CD «EP Sunderground», который стал прологом к третьему альбому Punk TV Loverdrive.

Сейчас это единственная группа из Новосибирска, которая звучит в разных краях вне Западной Сибири. Симпатичные ребята.— Артемий Троицкий, в интервью газете Вечерний Новосибирск, 23 Августа 2008

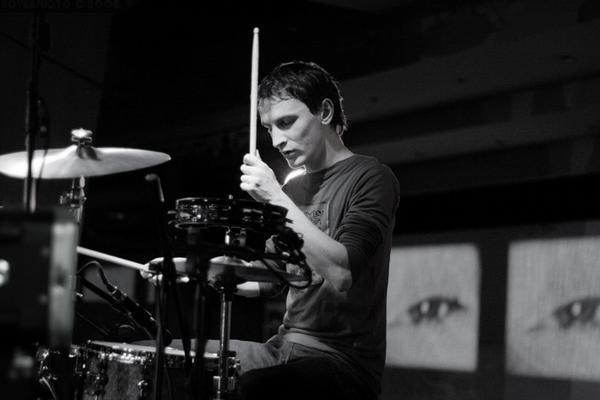
Константин во время съемок концерта для A1TV (Москва), Январь 2008

Несмотря на очевидные успехи со времени переезда в Москву, группа и их продюсерская компания Soundhunters решили расторгнуть договор по обоюдному согласию. Punk TV продолжили активно гастролировать, параллельно записывая и сводя свой новый альбом на Gigant Records. Диск был выпущен рекорд-лейблом Fusion/Gala 18 марта 2009 г. От предыдущих лонгплэев Loverdrive отличал не только более жесткий гитарный звук, но и относительно короткий хронометраж — меньше 34-х минут. Более того, три трека уже выходили ранее на «Sunderground EP» и были лишь незначительно перемикшированы для альбома. Во многом это объясняется тем, что после расставания с продюсерской компанией группа финансировала производство альбома самостоятельно, однако на качестве фонограммы экономить не стала. Финансовые сложности не отразились и на материале, более того, две песни Комарова «Every Minute is OK» (первоначальное инструментальное демо записал Кельман) и «Voices» считаются возможно лучшими в репертуаре Punk TV. Пластинка получила восторженные рецензии критиков и закрепила за группой статус «главной инди-группы страны».

В записи, Punk TV это «мэдчестер», идущий ударными темпами электро-рок, стремительный шугейз на синтетических подошвах — здорово; все сыграно по уму, по делу и по сердцу.— Александр Горбачёв, Afisha.ru

После второго альбома «Music For the Broken Keys» (2007) сравнение с Chemical Brothers остается жить только в тех рецензиях, чьи авторы не слышат дальше пресс-релиза. На самом же деле общего минимум: просто отличный электро-рок, в котором гитары и синтезаторы не глушат друг друга, а счастливо сосуществуют. Следующие шаги: переезд в Москву из Новосибирска, тур по всей России, участие в крупных фестивалях, совместная песня с «Би-2» в ротации MTV и радио «Максимум». А теперь новый альбом — новый уровень. «Loverdrive» — это все тот же ненапряженный товарищеский матч между командами гитар и синтезаторов, такая же упругая накрутка семплеров и расслабленная гитарная романтика. Но при этом музыка Punk TV словно вырвалась из оков и освободилась от грузившей слушателей тяжести. Раньше треки стелились по земле за счет густо замешанных семплов и перегруженных гитар, теперь их разрывает во все стороны: перешедшие в верхний регистр синтезаторы стремятся в космос, сочный бас спускает обратно на землю, а гитары звучат из какой-то отдаленной невесомости. Иногда все эти элементы так точно сочетаются, что от музыки начинаешь получать чуть ли не физическое удовольствие. На «Loverdrive» есть готовый радиосингл «Комета» с вокалом от «Би-2» и почти безупречный хит «Voices», напоминающий о лучших днях группы Primal Scream — будет просто преступлением, если программные директора посчитают эти песни недостойными эфира. К тому же именно Punk TV стоит поставить во главу всей колонны новой русской музыки. В конце концов, именно вокалист Володя Комаров приложил руку к продюсированию любимой хипстерами группы Manicure. Выход и дальнейшая судьба «Loverdrive» — момент истины для всего этого движения: или оно пойдет дальше, или ему грубо укажут, что место его в небольших московских клубах. Но даже если и не пойдет, главного Punk TV добились: они уже ни разу не «русские Chemical Brothers», а просто Punk TV — и этого достаточно.— Георгий Биргер, TimeOut Москва

Выход предыдущего альбома «Music For The Broken Keys» новосибирцев Punk TV вызвал бурю восторгов: наконец-то у нас появилась группа, ни в чём не уступающая героям! Новый диск «Loverdrive» ещё раз подтверждает, что все лестные отзывы в адрес Punk TV оправданны: да, перед нами та самая команда, которая, выступая на разогреве у своих учителей Happy Mondays, может запросто их убрать. На «Loverdrive» Punk TV продолжают гнуть свою линию: это все тот же динамичный дэнс-рок с элементами электро и шугейзинга, только звук получился чуть более грязным, чем на прошлом диске.— Илья Зинин, Rolling Stone Россия, Июнь 2007

Для девяти новых композиций команда приготовила более плотную инструментальную начинку, так сказать, более калорийную. А можно сказать, и более драйвовую — о чём, не очень-то и шифруясь, сообщает название «Loverdrive». И это драйв не столько чисто музыкальный, сколько дорожный, скоростной. Большинство композиций — готовые саундтреки для тех, кому не сидится дома: это и «Every Minute Is OK», и «Sunderground», и «Wintersample», и «Blackmail», полный шпионского драматизма, и, конечно, «13th Ave Flash», в котором вам обеспечат эскорт с сиренами.— Joy Tartaglia, Music.com.ua

Punk TV — это больше чем просто группа, это целое явление на нашей сцене со всеми вытекающими последствиями. По сравнению с предыдущими работами, «Loverdrive» более выверенный, более взрослый. Группа не изменяет своим традициям, это все то же привычное нам звучание, сотканное из множества элементов: нью-вейва, шугейза, постпанка, брит-попа, во главе которого стоит электроника. Особое внимание вызывает композиция «Комета», записанная при участии Шуры из «Би-2», такой творческий союз дал интересный результат. Нехарактерный для музыкантов русский язык, но характерное звучание. Запусти такую песню в широкую и плотную ротацию, её бы ждал успех.— Indievid.ru

К моменту выхода третьего студийного альбома новосибирские модники Punk TV стали настоящими авторитетами в музыкальных кругах. За четыре года, прошедшие после их дебюта, танцевальный постпанк укрепился на передовых позициях столичного клубного фронта. Его аудитория четко очерчена и красиво одета, а главное — она точно есть. Иначе не сотрясали бы интернет бесконечные споры на тему хипстеров и «Солянки». Теперь самое бы время группе попытаться рамки этой аудитории преодолеть. Однако если развитие и есть, то его вектор — расширение инструментальных ландшафтов, эксперименты с синтезаторами и обработкой гитарного звука.— Ъ-Weekend

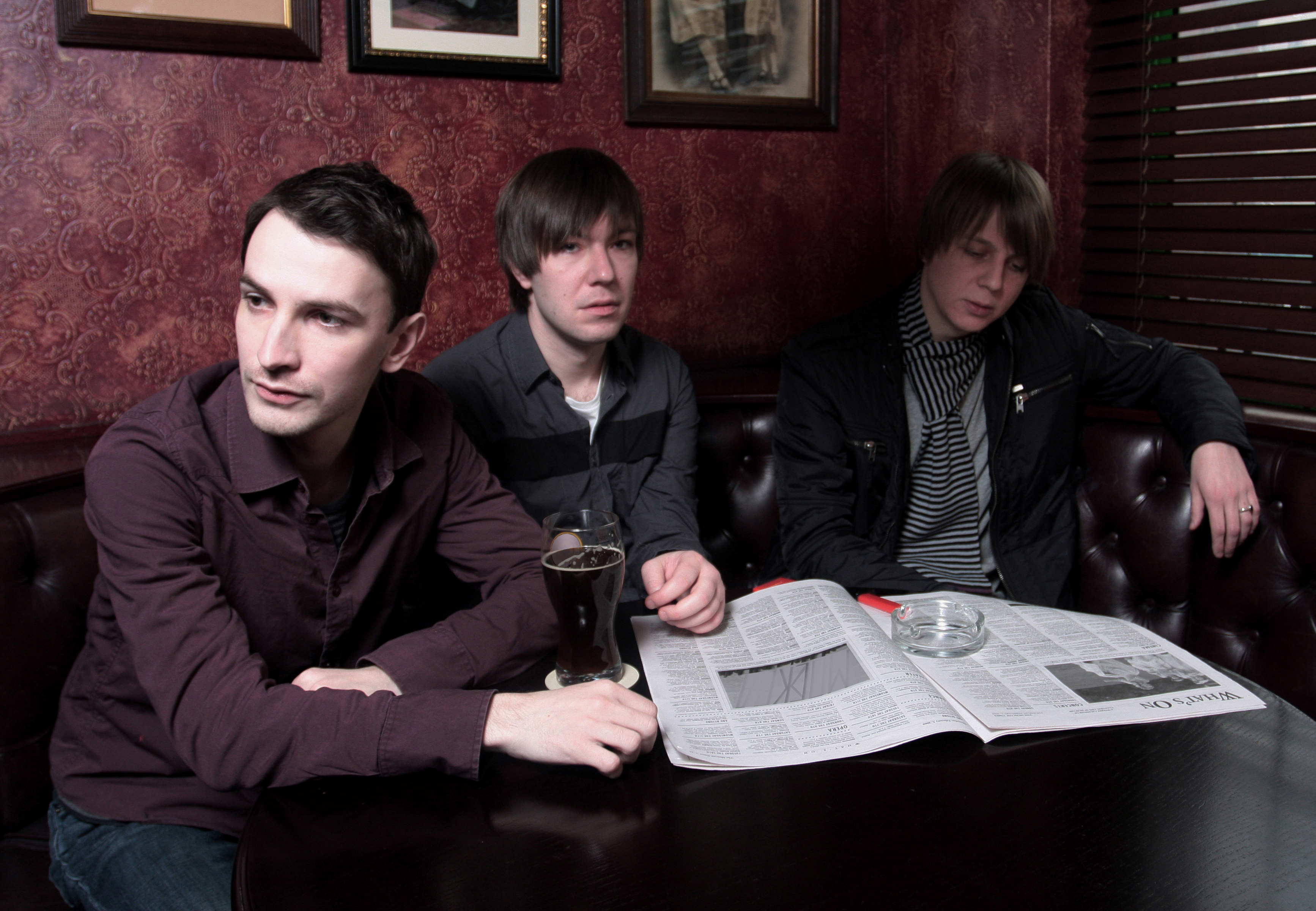
Punk TV промофото к альбому Loverdrive, 2009

Отыграв 30 концертов «Loverdrive Tour» по городам России, Украины, Белоруссии и Казахстана, Комаров вернулся в студию, чтобы практически самостоятельно записать новый сингл Punk TV «Solar». Пластинка была выпущена на Fusion 14 апреля 2010 в двух форматах и под разными названиями: 7" винил «S.S.» (с би-сайдом «Suburban Sounds») и CD EP «Solar» (с ремиксами на «Solar» и би-сайдом «Discounted Toy»). Весь материал был написан Комаровым ещё летом/осенью 2009 года. Его соавтором на «Suburban Sounds» стал вокалист легендарной ирландской постпанк-группы Power Of Dreams Craig Walker, который и исполнил вокальную партию.

Punk TV are a three piece, and their proposal is a catchy and fascinating psychedelic mix, made of synths, guitars and beats. They could be a sort of modern day Kraut rockers, with an updated bag of chemical booming drums, and shoegaze perfumes. These two aspects of their sound are perfectly balanced, and keeps the band from being pigeonholed. They guys just put out their new 7" single, entitled «S.S.»: sounding like an esoteric-motorik trip to their future releases.— Retrophobic.com
В феврале 2010 г. Punk TV вновь выступили в B1, теперь на разогреве у Ian Brown, а в апреле стартовал «Solar Tour», который прошёл по территории России, Эстонии, Латвии, Литвы, Германии, Финляндии, Швеции и Казахстана. Завершив тур в конце сентября, музыканты приняли решение начать запись нового альбома и запланировали его выпуск на март 2011 г. В отличие от двух предыдущих лонгплэев Punk TV, когда группа приходила на запись с полностью отрепетированным и обкатанным на концертах материалом, новый альбом, получивший название Space Shadows, создавался в студии практически «с нуля». Кельман принес демо-версии «Kobenhavn», «Take Control» и «SID» — Комаров предложил демо «Phantom», «Venom», «Parker’s Beat», «Cinderella’s Second Chance» и «She Told Me Twice». Вся запись и микширование вновь были сделаны на Gigant Record при помощи Сергея Науменко и Юрия Данилина, с которыми группа сотрудничает со времен сведения и дозаписи Music for the Broken Keys. Результатом стал музыкальный коллаж, сложенный из элементов разных стилей и музыкальных настроений. В работе над пластинкой приняли участие вокалист EMF James Aitkin, исполнивший вокальную партию в «Breathing Out» и звуковой архитектор Lali Puna Christian Heiss, перемекшировавший композицию «SID» в новый трек «Seeds». Интересно, что партии ударных в треках «Phantom», «Parker’s Beat» и «SID» Комаров исполнил сам, поскольку Никонов не всегда присутствовал на студийных сессиях.

Четвертый альбом — это уже серьёзно, к моменту его выпуска музыканты, как правило, имеют свой конкретный статус, определённый тип поклонников, обильную сферу влияния и четкий стиль. Команда Punk TV за последние пять лет прошла путь от сайд-проекта новосибирских шугейзеров до одной из главных электро-рок-групп Москвы. Сейчас на их счету полные залы на концертах по всей России и помощь многим молодым командам — лидер группы Володя Комаров записывал первые треки Manicure, а гитарист Алекс Кельман играл в проекте Dsh! Dsh! и организовал сотни концертов в рамках своей промогруппы IceCreamDisco. Только с четким стилем по-прежнему не все понятно; если по настроению их треки угадываются с первого раза, то по саунду словосочетание «электро-рок» так и остается единственным близким термином. На «Space Shadows», помимо привычных плотно жужжащих синтезаторов и смачных битов, можно услышать гитару в духе Морриконе, натуральный мэдчестер а ля Happy Mondays, оммаж индитронике нулевых и прочие отголоски разной музыки разных времен.
-   -     - Алекс Кельман: «По настроению Space Shadows близок к нашей первой пластинке — также много речевых семплов и нейтрально-позитивное музыкальное обрамление».
    - Владимир Комаров: «Мы начинали работу над альбомом без какой-либо четкой концепции — треки собирались вместе в пластинку, будто любимые карточки из дальних путешествий в один фотоальбом. Да так в принципе и было: демо „Phantom“ было написано в Мексике, секвенция „Breathing Out“ определилась в длинных переездах по сумасшедшим дорогам Вьетнама, с „Kobenhavn“, думаю, и так все понятно. Когда мы зашли в одну из комнат мюнхенской студии Кристиана Хейза (Lali Puna, Notwist, Portmanteau) и увидели все эти волшебные хэндмейд-коробочки, которые не то что бы издавали звуки, а в буквальном смысле пели, сразу подумали — было бы здорово, если бы он сделал нам продакшн к треку „SID“. Кристиан согласился — так возник абсолютно новый трек „Seeds“. Джеймс (Аткин из EMF) моментально согласился спеть на нашей пластинке, что поставило нас в идиотское положение — у нас есть культовый вокалист, но нет песни для него. Порывшись в архивах, мы нашли и выслали ему фрагмент студийного джема. Я был просто потрясен, услышав как органично лег его вокал. Дальше все было делом техники — в результате „Breathing Out“ получилась одной из самых ярких песен на альбоме».— Lookatme.ru

«Venom» — один из синглов с четвёртого альбома новосибирской группы. В отличие от треков «Phantom» и «Take Control», которые были бы уместны на саундтреке к какой-нибудь голливудской героической драме, «Venom» — образец качественного электророка, близкого к стилистике MGMT, но при этом лишенного (может, и к лучшему) иронии.— Борис Даль, Rolling Stone Россия, Апрель 2011

In the meantime, interest continues to grow in the Western press, due in part to the fact that Punk TV’s trademark Mancunian style is often expressed in instrumental forms. A guest appearance by Atkin on the new album also helps to overcome the language barrier. The general air of celebration is palpable: tambourines are shaken and smiles will widen. British and American webzines have thus far received the band with enthusiasm: «This is the perfect accompaniment for a spy movie, with trick-start beginnings, tick-tock rhythms, and floaty drones… plus plenty of disco guitars for those spies' nights off.» Or, elsewhere: «Cute, curvy indie-pop… with a surprising array of dance beats, expert pacing, killer sonic kicks, and rich atmospherics».— David MacFadyen, Farfrommoscow.com
Space Shadows был выпущен 25 марта 2011 г. силами самой группы, и Punk TV отправились в трехмесячный тур по России, по завершении которого коллектив взял «творческий» отпуск. Летом 2012 года Комаров выступил инициатором создания ремиксовой версии альбома Loverdrive и стал исполнительным продюсером этого проекта. 1 октября 2012 г. на своем Bandcamp Punk TV опубликовали свободный для скачивания альбом Loverdub. Комаров поучаствовал в проекте и в качестве музыканта, перезаписав композицию «Jetlag Sunday» под именем Millrock.
В декабре 2012 Punk TV сыграли российский блиц-тур, состоявший из 7 концертов.
24 декабря 2013 Punk TV опубликовали первый новый трек за 33 месяца — «рождественско/новогоднюю» инструменталку «Midnight Local (xmas track)». Российская музыкальная пресса задается вопросом: «Будет ли новый альбом?»

## Состав
- Алекс Кельман (семплеры, клавиши, гитара)
- Владимир Комаров (бас, вокал, гитара, электроника, клавиши, ударные, губная гармошка, мелодика)
- Константин Никонов (ударные)

## Дискография

### Альбомы
- 2005 — Punk TV (Alley P.M. Records, Россия); также выпущен релиз на AEROCCCP Records, США
- 2007 — Music for the Broken Keys
- 2009 — Loverdrive
- 2011 — Space Shadows
- 2012 — Loverdub — ремиксовая версия альбома Loverdrive (Digital, Punk TV)

### Синглы и EP
- 2006 — Snowboy Remixes (Digital, AeroCCCP Recordings, США)
- 2008 — Sunderground EP (CD, Punk TV)
- 2009 — Every minute is OK EP (CD, Punk TV)
- 2010 — S.S. (7", Fusion, Россия)
- 2010 — Solar EP (CD, Fusion, Россия)
- 2011 — Phantom Remixes (Digital, Punk TV)